# Flaminio Del Turco
Flaminio Del Turco (Siena, ... – Siena, 1634) è stato un architetto e scultore italiano.
Lacunose sono le notizie attorno alla sua nascita, ma abbastanza note sono le informazioni sulla sua famiglia. Il padre Girolamo era uno scultore conosciuto a Siena ed un tal Bernardino Del Turco, scalpellino, viene ricordato fin dal secolo precedente. Flaminio aveva due sorelle Olimpia e Isabella, entrambe cresimate nel 1573, e un fratello Alessandro, orefice. Sappiamo che Olimpia morì nel 1585, Alessandro nel 1625 e Camilla nel 1650, mentre i genitori, Girolamo, morì nel 1584 e la moglie Catarina nel 1594.
Secondo vari testi, Girolamo, per le sue abilità, veniva chiamato a fare delle stime di lavori di scultura, ad arbitrare questioni aperte, oltre ad eseguire egli stesso sculture in particolare per gli altari di chiese.

## Biografia

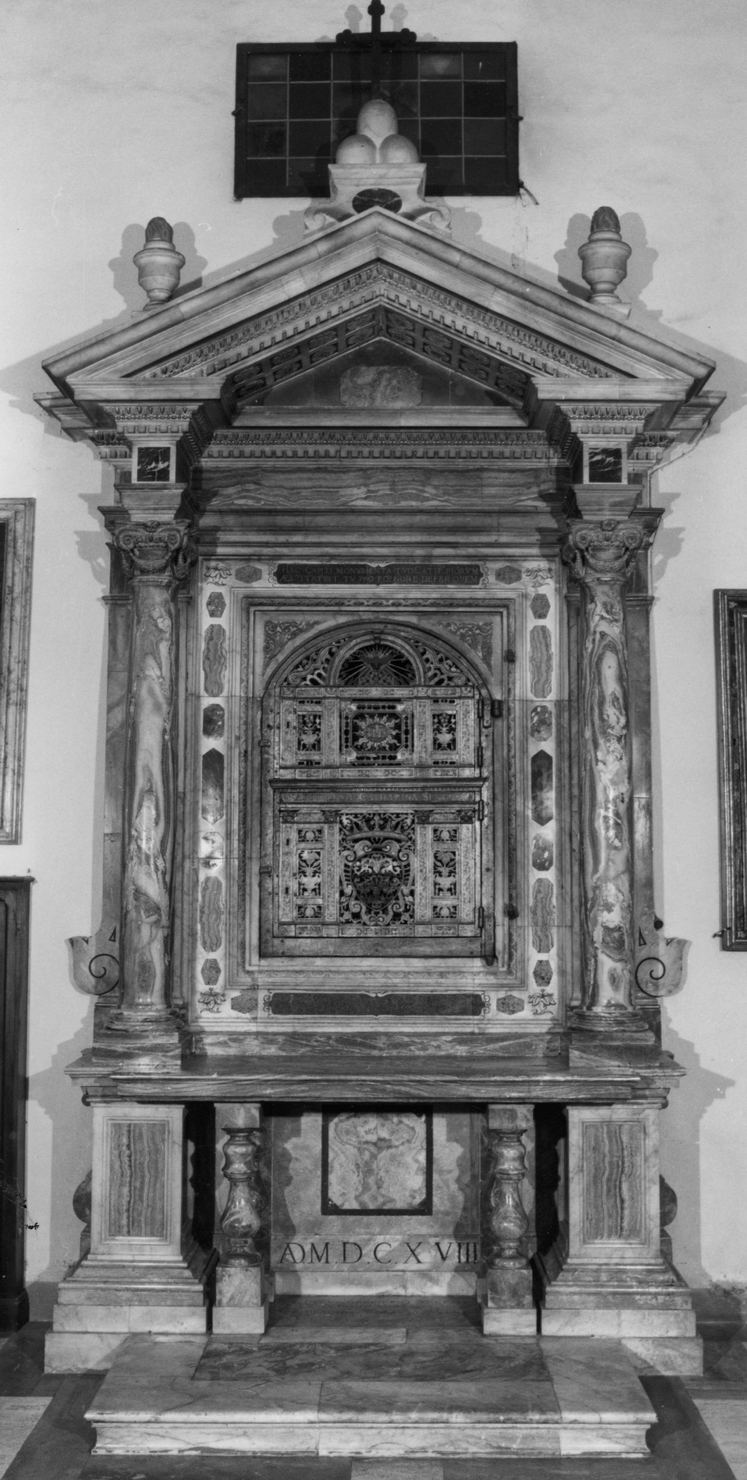
Altare per la Basilica di San Domenico a Siena ideato per ospitare la testa di Santa Caterina (1618)

Fu attivo a partire dal 1581 come scultore e come architetto.
La sua fama deriva soprattutto dall'aver realizzato la chiesa di Santa Maria di Provenzano, in un primo tempo affidata a don Damiano Schifardini della Certosa di Firenze, ma tenuto conto della distanza e dei problemi che si stavano presentando in fase di progettazione, venne incaricato il Del Turco. Iniziata nell'agosto del 1595, dopo aver verificato le difficoltà costruttive relative alle fondazioni, Del Turco decise di cambiare l'ubicazione della chiesa. Dopo l'approvazione del progetto finale, venne dato avvio ai lavori e fu consacrata il 16 ottobre 1611 anche se resterà un "cantiere aperto" ancora per diversi anni, dato che realizzerà l'altare maggiore solo nel 1617 e riceverà l'ultimo pagamento dieci anni dopo nel 1627. Nel 1929 e 1930 realizzerà gli altari Piccolomini e Borghesi.
Grazie alla notorietà acquisita, iniziò nel 1614 la costruzione della chiesa dei Santi Pietro e Paolo nella Contrada della Chiocciola e la chiesa di Santa Lucia a Montepulciano costruita nel 1653 ma il cui progetto è attribuito a Del Turco che avrebbe realizzato nel 1633.
Come scultore molti biografi e storici citano numerosi altari da lui eseguiti, per quanto scarse siano le fonti attendibili. In ogni caso, Enzo Carli ne L'Arte a Massa Marittima (1976) ne parla come il miglior architetto senese del suo tempo ed uno degli scultori più dotati.
Flaminio Del Turco morì a Siena nel 1634.